# 紐堡 (伊利諾伊州)
紐堡（英語：Newburg）是位於美國伊利諾伊州梅肯縣的一個非建制地區。該地的面積和人口皆未知。

## 地理
紐堡的座標為39°58′52″N 88°48′14″W / 39.98111°N 88.80389°W，而該地的平均海拔高度為208米（即682英尺）。